# بيتيتو
بيتيتو (بالإيطالية: Bitetto)‏ هي بلدة وبلدية في مقاطعة باري في إقليم بوليا في جنوب إيطاليا.

## السكان
في سنة 1861 بلغ عدد السكان 5٬130 نسمة، وتطور العدد ليصل في سنة 2011 لـ 11٬799 نسمة.
يظهر هذا المخطط البياني تطور النمو السكاني لـ بيتيتو